# Рухну (село)
Рухну, Ругну (ест. Ruhnu) — село в Естонії, що розташоване на острові Рухну. Село також є центром однойменної волості, що входить до складу повіту Сааремаа.
| Естонія | Це незавершена стаття з географії Естонії. Ви можете допомогти проєкту, виправивши або дописавши її. |

1. ↑  Land and Spatial Development Board — 1990.